# Eliška z Dobrušky

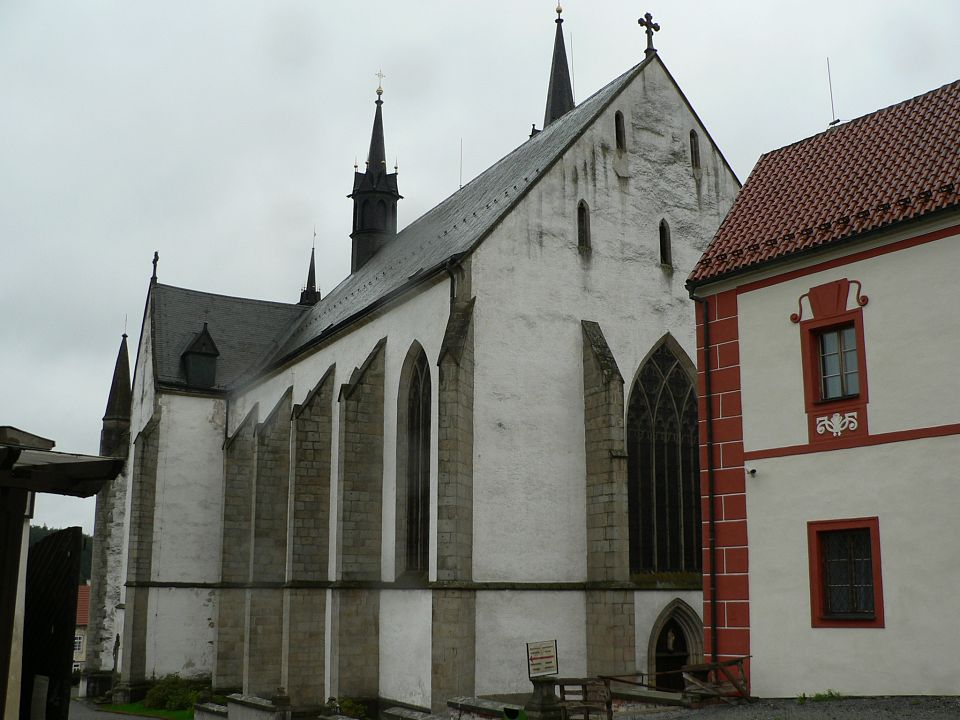
Klášter cisterciáků ve Vyšším Brodě s rožmberskou hrobkou.

Eliška z Dobrušky († 22. leden 1307) byla manželka Jindřicha I. z Rožmberka poněkud nejasného rodového původu.
Eliščin původ dokládá vlastně jediná listina z roku 1354, ve které se uvádí u jejího syna Petra jako strýc Jan z Dobrušky. Z manželství s předním královským dvořanem měla čtyři děti, z nichž byl jediný syn Petr I. z Rožmberka. Zemřela v lednu 1307 a byla pohřbena v rodové rožmberské hrobce v cisterciáckém klášteře ve Vyšším Brodě.